# Djuphavsabborrfiskar
Djuphavsabborrfiskar (Epigonidae) är en familj i underordningen abborrlika fiskar (Percoidei). De är nära släkt med kardinalabborrfiskarna men skiljer sig från dessa genom färre ryggkotor och skillnader i skelettets uppbyggnad.
Det vetenskapliga namnet är bildat av det grekiska ordet epigonium (senare född, tillhörande en yngre generation).
Arterna förekommer i Medelhavet, Atlanten, Indiska oceanen och Stilla havet. De största arterna finns i släktet Epigonus med en maximallängd av 58 cm.

## Taxonomi
Det finns 44 arter och 37 av dem tillhör släktet Epigonus.
Släkten enligt Fishbase:
- Brephostoma, en art
- Brinkmannella, en art
- Epigonus, 37 arter
- Florenciella, en art
- Microichthys, 2 arter
- Rosenblattia, en art
- Sphyraenops, en art